# (5055) Opekushin
(5055) Opekushin est un astéroïde de la ceinture principale.

## Description
(5055) Opekushin est un astéroïde de la ceinture principale. Il fut découvert le 13 août 1986 à Nauchnyj par Lioudmila Tchernykh. Il présente une orbite caractérisée par un demi-grand axe de 3,09 UA, une excentricité de 0,17 et une inclinaison de 2,9° par rapport à l'écliptique.

## Compléments